# Ciclo futile
Un ciclo futile, noto anche come ciclo del substrato, si verifica quando due vie metaboliche avvengono simultaneamente in direzioni opposte senza alcun effetto complessivo se non quello di dissipare energia sotto forma di calore.
Ad esempio, se la glicolisi e la gluconeogenesi dovessero essere attive contemporaneamente, il glucosio verrebbe convertito in piruvato dalla glicolisi e quindi riconvertito in glucosio dalla gluconeogenesi, con un consumo complessivo di ATP . Considerando l'insieme dei processi, si avrebbe quindi un ciclo futile.
Il motivo per cui cicli metabolici di tale natura stati chiamati "futili" è il fatto che, in prima analisi, si pensava che questi cicli operassero senza alcuna utilità netta per l'organismo.  Dopo ulteriori studi si è però giunti alla conclusione che i cicli futili sono molto importanti per regolare le concentrazioni dei metaboliti e quindi rivestono una importante funzione nella regolazione metabolica. Un ciclo futile agirebbe infatti da sistema regolatorio, oscillando tra diversi stati metabolici e costituendo una sorta di sensore rispetto ai piccoli cambiamenti che possono riguardare l'attività di uno qualsiasi degli enzimi coinvolti. Inoltre, dal momento che i cicli futili dissipano energia sotto forma di calore, possono essere utilizzato per mantenere l'omeostasi termica, ad esempio nel tessuto adiposo bruno di giovani mammiferi, o per generare calore rapidamente, ad esempio nei muscoli del volo degli insetti e negli animali in letargo durante il periodo di risveglio dal torpore.

## Esempio di ciclo futile: glicolisi e gluconeogenesi
Lo svolgimento simultaneo della glicolisi e della gluconeogenesi è un esempio di ciclo futile, rappresentato complessivamente dalla seguente equazione: {\displaystyle \mathrm {ATP+H_{2}O{\rightleftharpoons }ADP+P_{i}} +H}
Più nello specifico, durante la glicolisi, il fruttosio 6-fosfato viene convertito in fruttosio 1,6-bisfosfato in una reazione catalizzata dall'enzima 6-fosfofruttochinasi (PFK-1), con tale bilancio: ATP + fruttosio-6-fosfato → Fruttosio-1,6-bisfosfato + ADP
Tuttavia, durante la gluconeogenesi avviene la reazione inversa, catalizzata dalla fruttosio 1,6-bisfosfatasi (FBPasi 1), con tale bilancio: Fruttosio 1,6-bisfosfato + H 2 O → fruttosio 6-fosfato + P i
L'insieme dei due processi può essere riassunto da tale reazione generale, in cui compare il termine "calore" a indicare l'energia dissipata: ATP + H 2 O → ADP + P i + Calore
Si tratta di un processo di idrolisi dell'ATP senza che venga svolto alcun lavoro metabolico utile. Se all'interno della cellula queste due reazioni dovessero procedere simultaneamente ad una velocità elevata, una grande quantità di energia chimica verrebbe dissipata sotto forma di calore. Processi di questo tipo, che possono apparire come inutili sprechi energetici sono stati quindi chiamato cicli futili.